# Tulga

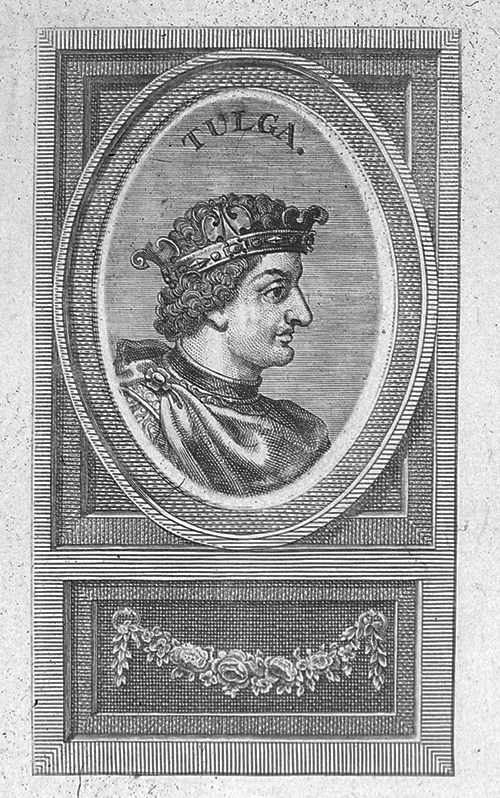
Tulga

Tulga was koning van de Visigoten in het huidige Spanje. Begonnen als mede-regent van zijn vader Chintila werd hij in 639 koning. Zijn regeerperiode duurde niet lang. Al in 642 werd hij afgezet door Chindaswinth en verbannen naar een klooster.
Alarik I ·
Athaulf ·
Sigerik ·
Wallia ·
Theoderik I ·
Thorismund ·
Theoderik II ·
Eurik ·
Alarik II ·
Gesalic ·
Amalarik ·
Theudis ·
Theudigisel ·
Agila I ·
Athanagild ·
Liuva I ·
Leovigild ·
Reccared I ·
Liuva II ·
Witterik ·
Gundemar ·
Sisebut ·
Reccared II ·
Suintila ·
Sisenand ·
Chintila ·
Tulga ·
Chindaswinth ·
Recceswinth ·
Wamba ·
Erwig ·
Ergica ·
Wittiza ·
Roderik ·
Achila II ·
Ardon